# Lijst van schilderijen in het Rijksmuseum Amsterdam/Anonieme Britse schilders
Lijst van schilderijen in het Rijksmuseum Amsterdam met werken van anonieme schilders afkomstig uit het Verenigd Koninkrijk.
| Inventarisnummer | Toeschrijving                 | Titel                                          | Datering  | Afbeelding |
| ---------------- | ----------------------------- | ---------------------------------------------- | --------- | ---------- |
| SK-A-4217        | Anoniem (Verenigd Koninkrijk) | Plechtigheid van Schotse vrijmetselaars        | 1840-1870 |            |
| SK-C-1466        | Anoniem (Engeland)            | Portret van Elisabeth I, koningin van Engeland | 1550-1600 |            |